# Distrito de Ccarhuayo
El distrito de Ccarhuayo es uno de los doce distritos de la provincia de Quispicanchi, ubicada en el departamento del Cuzco, Perú bajo la administración el Gobierno regional del Cuzco. Limita al norte con la provincia de Paucartambo, al este con el distrito de Urcos, al sur con el distrito de Huaro y la provincia de Acomayo y al oeste con el distrito de Lucre.
La Provincia de Quispicanchi, desde el punto de vista jerárquico de la Iglesia Católica, pertenece a la Arquidiócesis del Cusco.

## Historia
El distrito fue creado mediante Ley del 25 de noviembre de 1960, dado en el segundo gobierno del Presidente Manuel Prado Ugarteche.

## Geografía
Su capital, el pueblo de Ccarhuayo, que se ubica a 3.449 m s. n. m.

## Autoridades

### Municipales
- 2011-2014[2]
  - Alcalde: Luis Alberto Pauccar Ccarita, del Partido Restauración Nacional (RN).
  - Regidores: Marcelo Herrera Cruz (RN), Juan Quispe Machacca (RN), Clímaco Mamani Quijhua (RN), Inocencia Gómez Puma (RN), Mario Choqque Turpo (Perú Posible).
- 2007-2010
  - Alcalde: Valerio Aparicio Holgado.
- 2023 - 2026
  - Alejo Vitorino Qquesuhuallpa.
  - Dr. Constantino Salas Suni, Asesor legal.

### Religiosas
- Párroco :
- católica  :

## Festividades
- Cruz Velacuy.
- Virgen del Carmen. 16 de julio
- Gallo ttipiy - 18 de mayo